# Scaptolenus
Scaptolenus — род жуков-щелкунов из подсемейства (ранее отдельное семейство) цебрионидов.

## Экология
Самцы Scaptolenus lecontei сбиваются в стаи во время ливней. В восточной и южной частях Техаса период роения (сбивания в стаи) всегда в конце года, в октябре-декабре.

## Список видов
Некоторые из видов рода:
- Scaptolenus californicus Chevrolat, 1874[2]
- Scaptolenus estriatus LeConte, 1875[2]
- Scaptolenus femoralis LeConte, 1853[3] — Мексика, Гватемала, Коста-Рика, Панама
- Scaptolenus gehini Chevrolat, 1874[2]
- Scaptolenus lecontei Chevrolat, 1874[2]
- Scaptolenus nigriceps Champion, 1896 ?[3] — Коста-Рика
- Scaptolenus ocreatus Horn, 1881[2]
- Scaptolenus rubriventris Chevrolat, 1874[3] — Коста-Рика, Панама